# (39228) 2000 YX28
2000 واي أكس 28 (ويعرف أيضًا باسم (39228) 2000 واي أكس 28 وفق تسمية الكوكب الصغير) (بالإنجليزية: 2000 YX28)‏ هو كويكب ضمن حزام الكويكبات؛ وترتيبه 39228 من حيث الاكتشاف.
اكتُشف هذا الجُرم الفلكي بواسطة Peter Kušnirák ‏ في 29 ديسمبر 2000.

## وصلات خارجية
- (39228) 2000 YX28 في قاعدة بيانات مختبر الدفع النفاث لأجرام النظام الشمسي الصغيرة

- الاكتشاف · مخطط المدار ·  العناصر المدارية · المعلمات المادية

- (39228) 2000 YX28 على موقع ويكي سكاي: DSS2, SDSS, GALEX, IRAS, Hydrogen α, X-Ray, Astrophoto, Sky Map, Articles and images